# هيروشيما ناغاسا
هيروشيما ناغاسا (مواليد 15 مارس 1966) هو ملاكم ياباني، مثّل بلاده في الألعاب الأولمبية الصيفية 1992.

## روابط خارجية
هيروشيما ناغاسا على موقع أوليمبيديا (الإنجليزية)